# Större myrtörnskata
Större myrtörnskata (Taraba major) är en fågel i familjen myrfåglar inom ordningen tättingar. Den förekommer i stora delar av norra Sydamerika. Arten minskar i antal, men beståndet anses vara livskraftigt.

## Utseende och läte
Större myrtörnskata är som namnet avslöjar en relativt stor art med mycket stora skillnader i dräkt mellan könen. Hanen är svart ovan med vita vingkanter, medan honan är rostfärgad. Båda har rent vit undersida, tydligt röda ögon, kraftiga näbbar med krökt spets och en huvudtofs som kan resas. Sången påminner om vissa trogoner, men avslutas med ett dämpat morrande ljud som dock bara hörs på nära håll.

## Utbredning och systematik
Större myrtörnskata placeras som enda art i släktet Taraba. Den delas in i tio underarter med följande utbredning:
- Taraba major major – östra Bolivia till södra centrala Brasilien, västra Paraguay och norra Argentina
- Taraba major melanocrissus – karibiska sluttningen i sydöstra Mexico (San Luis Potosí) till västraPanama
- Taraba major obscurus – västra Costa Rica till Panama och norra Colombia
- Taraba major transandeanus – kustnära sydvästra Colombia till västra Ecuador och nordvästra Peru (Tumbes)
- Taraba major granadensis – karibiska sluttningen i norra Colombia och nordvästra Venezuela
- Taraba major semifasciatus – östligaste Colombia till södra Venezuela, Guyanaregionen och norra och östra Brasilien
- Taraba major duidae – tepuier i sydöstra Venezuela (berget Duida)
- Taraba major melanurus – sydöstra Colombia till östra Ecuador, östra Peru och sydvästra Amazonområdet i Brasilien
- Taraba major borbae – södra och centrala Amazonområdet i Brasilien (från Rio Purus till Rio Madeira)
- Taraba major stagurus – nordöstra Brasilien (från östra Maranhão till Pernambuco och Espirito Santo)

## Levnadssätt
Större myrtörnskata hittas i skogsbryn, buskage och snår i fuktiga tropiska låglänta områden. Den är en ovanlig art som dessutom kan vara svår att få syn på, trots den kontrastrika fjäderdräkten. Den hörs långt oftare än ses då den sjunger från täta områden med snåriga klängväxter.

## Status och hot
Arten har ett stort utbredningsområde, men tros minska i antal, dock inte tillräckligt kraftigt för att den ska betraktas som hotad. Internationella naturvårdsunionen IUCN listar arten som livskraftig (LC). Beståndet uppskattas till i storleksordningen fem till 50 miljoner vuxna individer.